# ريغي هولمز
ريغي هولمز (8 أغسطس 1987 ببالتيمور في الولايات المتحدة - ) (بالإنجليزية: Reggie Holmes)‏ هو لاعب كرة سلة أمريكي في مركز مدافع مسدد الهدف. لعب مع نادي الجمعية السلاوية.

## وصلات خارجية
- ريغي هولمز على موقع كرة السلة الأوروبية.كوم (الإنجليزية)
- ريغي هولمز على موقع كلية كرة السلة في سبورتس رفرنس.كوم (الإنجليزية)
- ريغي هولمز على موقع ريلجم (الإنجليزية)
- ريغي هولمز على موقع بروبوليرز (الإنجليزية)
- ريغي هولمز على موقع سبورتس رفرنس (الإنجليزية)
- ريغي هولمز على موقع سبورتس رفرنس (الإنجليزية)